# دوونین پیشین
دوونین پیشین (انگلیسی: Early Devonian) نخستین دور از سه دور در دوره دوونین است که در چینه‌شناسی منطبق بر ردیف دوونین زیرین است. این دور بازه زمانی ۳٫۲ ± ۴۱۹٫۲ تا ۱٫۲ ± ۳۹۳٫۳ میلیون سال پیش را در بر می‌گیرد و با اشکوب لاخکووین آغاز شده و با پراگین ادامه یافته و با امسین به دور دوونین میانی منتهی می‌شود. در دوونین پیشین نخستین شاخ‌قوچی‌ها پدیدار شدند که ناشی از کاهش ملوانک‌واران بودند.